# Sonic Brew
Sonic Brew utkom 1999 och är debut-studioalbumet av heavy metal-bandet Black Label Society.

## Låtlista
1. "Bored to Tears" - 4:28
2. "The Rose Pettaled Garden" - 4:59
3. "Hey You (Batch of Lies)" - 3:48
4. "Born to Lose" - 4:23
5. "Peddlers of Death" - 4:33
6. "Mother Mary" - 4:26
7. "Beneath the Tree" - 4:37
8. "Low Down" - 4:36
9. "T.A.Z." - 1:56
10. "Lost My Better Half" - 4:24
11. "Black Pearl" - 3:27
12. "World of Trouble" - 5:20
13. "Spoke in the Wheel" - 4:13
14. "The Beginning...At Last" - 4:26
15. "No More Tears" - 6:57

## Medverkande
- Zakk Wylde – sång, gitarr, bas, piano
- Phil Ondich – trummor
- Mike Inez – bas (spår 15)